# Uzlazni deo Henleove petlje
Uzlazni deo Henleove petlje je segment nefrona bubrega koji se deli u tanku i debelu uzlaznu granu (takođe je poznata kao distalna prava tubula).

## Struktura
Uzlazni deo Henleove petlje je direktni nastavak silaznog dela Henleove petlje, i jedna od struktura bubrežnog nefrona. Uzlazna grana ima tanki i debeli segment. Uzlazni deo petlje odvodi urin u distalnu tubulu.

## Klinički značaj
Uzlazni deo Henleove petlje je mesto dejstva diuretika petlje, kao što je furosemid koji blokira K+/Na+/2Cl- kotransporter.

## Spoljašnje veze
- Fiziologija na  7/7ch07/7ch07p11
- Overview at vet.cornell.edu